# Худяков, Максим Андреевич
Максим Андреевич Худяков (5 октября 1989 года, Москва) — российский волейболист, член сборной России по пляжному волейболу, мастер спорта.

## Спортивная карьера
Начал заниматься классическим волейболом в возрасте 10 лет под руководством Вербовой Ольги Григорьевны. В 2005 году дебютировал в пляжном волейболе на Второй летней спартакиаде школьников в Челябинске, где выступал за сборную команду Москвы. С 2010 года играет за «Волейбольный центр московской области» Одинцово.
В паре с Евгением Ромашкиным добился значительных результатов:
- золото на этапе чемпионата России в Казани (Россия) — 2011;
- золото на этапе чемпионата EEVZA в Риге (Латвия) — 2011;
- 5 место на этапе Европейской конфедерации волейбола категории Masters в Нови-Саде (Сербия) — 2011;
- серебро на этапе чемпионата EEVZA в Риге (Латвия) — 2013;
- 5 место на этапе Европейской конфедерации волейбола категории Satellite в Вадуце (Лихтенштейн) — 2013.

Также принимали участие в следующих международных соревнованиях: турниры мировой серии категории OPEN, GRAND SLAM в Праге (Чехия), Мысловице (Польша), Москве (Россия).
В паре с Дмитрием Барсуком завоевали:
- серебро на финале чемпионата России в Анапе — 2012;
- бронзу на открытом кубке России / финале чемпионата EEVZA в Зеленоградске (Калининградская область, Россия) — 2012.

Также принимали участие в следующих международных соревнованиях: турниры мировой серии категории OPEN, GRAND SLAM в Праге (Чехия), Риме (Италия), Москве (Россия).
В паре с Алексеем Пастуховым заняли:
- 4 место на чемпионате Европы до 23 лет в Порту (Португалия) — 2012;
- 1 место на этапе чемпионата России в Анапа (Россия) — 2013.

Также принимали участие в следующих международных соревнованиях: турниры мировой серии категории OPEN, GRAND SLAM, этапы Европейской конфедерации волейбола категории Satellite и Masters в Анталии (Турция), Фучжоу (Китай), Шанхае (Китай), Бадене (Австрия), Монпелье (Франция), Гааге (Нидерланды).
С 2014 года 2015 выступал в паре с Юрием Богатовым.
Достижения команды:
- золото на этапе чемпионата EEVZA в Сестрорецке (Россия) — 2014;
- серебро на этапе чемпионата России в Анапе (Россия) — 2014;
- серебро в финале чемпионата EEVZA в Батуми (Грузия) — 2014;
- бронза на этапе [Европейской конфедерации волейбола] категории Satellite в Юрмале (Латвия) — 2014;
- бронза на кубке России в Анапе (Россия) — 2014;
- 9 место на этапа мировой серии категории OPEN в Анапе (Россия) — 2014;
- бронза на этапе чемпионата России в Касимове (Россия) - 2015;
- бронза на кубке России (Первые всероссийские пляжные игры) в Сочи (Россия) - 2015.

Также принимали участие в международных соревнованиях: этапы Европейской конфедерации волейбола категории Satellite и этапы EEVZA в Анталии (Турция), Штутгарте (Германия), Риге (Латвия).
С 2015 года выступает в паре с Русланом Быкановым:
Достижения команды:
- 9 место на этапе мировой серии категории OPEN в Сочи (Россия) - 2015;
- 5 место на этапе чемпионата EEVZA в Батуми (Грузия) — 2015;
- золото в финале чемпионата EEVZA в Риге (Латвия) — 2015.

Также принимали участие в следующих международных соревнованиях: турниры мировой серии категории OPEN в Анталии (Турция), Дохе (Катар).